# Q Hayashida
Q Hayashida, pseudonimo di Kyū Hayashida (林田 球; Tokyo, 1977), è una fumettista giapponese.

## Biografia
Nel 1997 debutta nel mondo dei manga con Sofa-chan, nella rivista Afternoon della Kōdansha. Nel 1999 scrive e disegna Maken X Another, ispirato al videogioco Maken X prodotto da Atlus. Nel 2000 si laurea all'università di belle arti di Tokyo, alla facoltà di pittura a olio. Nello stesso anno crea Dorohedoro, il manga per il quale viene riconosciuta in tutto il mondo. Pubblicato sulla rivista mensile Ikki fino a marzo 2015; successivamente alla chiusura di quest'ultima, è stato trasferito nella rivista settimanale Hibana. A seguito della dismissione di questa seconda rivista nell'agosto 2017, il manga si è spostato su Monthly Shōnen Sunday, edito dalla Shōgakukan, a partire dall'11 novembre 2017.

## Manga
- Sofa-chan (1997) one-shot
- Maken X Another (1999-2001); rielaborato e ripubblicato nel 2008 come Maken X Another Jack
- Dorohedoro (2000-2018)
- Huvahh (2011) one-shot
- Underground Underground (2012) one-shot contenuto nell'artbook 138°E
- Dai Dark (2019-in corso)